# Vähä-Juurikka
Vähä-Juurikka eller Vähä Juurikkajärvi är en sjö i Finland. Den ligger i kommunen Sievi i landskapet Norra Österbotten, i den centrala delen av landet, 400 km norr om huvudstaden Helsingfors. Vähä Juurikkajärvi ligger 146,5 meter över havet. Arean är 30,5 hektar och strandlinjen är 2,88 kilometer lång. Sjön  ingår i Kalajoki älvs huvudavrinningsområde.   I omgivningarna runt Vähä-Juurikka växer i huvudsak blandskog.